# Емангаши
Емангаши (мар. Ямангаш) — село в Горномарийском районе Марий Эл.

## Географическое положение
Село Емангаши расположено в 47 км от Козьмодемьянска и в 3 км от села Микряково на левом берегу речки Емангашки, впадающей в реку Сумка.

## Экономика
Основным предприятием является СПК «Москва» с численностью работающих 107 человек. 65 человек работали на личных подворьях.

## Численность населения
По состоянию на 1 ноября 2010 года, в селе Емангаши было 203 двора, в том числе 46 пустующих. Численность населения составляла 410 человек.

## История
Емангаши известны с XVI века как старинное марийское село. С 1708 года село входило в состав Козьмодемьянского уезда Казанской губернии, а с 1779 в состав Васильсурского уезда Нижегородской губернии. В 1797—1861 года село было центром Емангашской волости.
В советское время, в 1917—1924 годах, село относилось к Емангашской волости, в 1924—1931 годах было в Емангашском районе Юринского кантона, в 1931—1954 года являлось центром Емангашского сельского совета, с 1954 года — в составе Микряковского сельского совета Еласовского и Горномарийского районов.